# Concistori di papa Clemente XIV

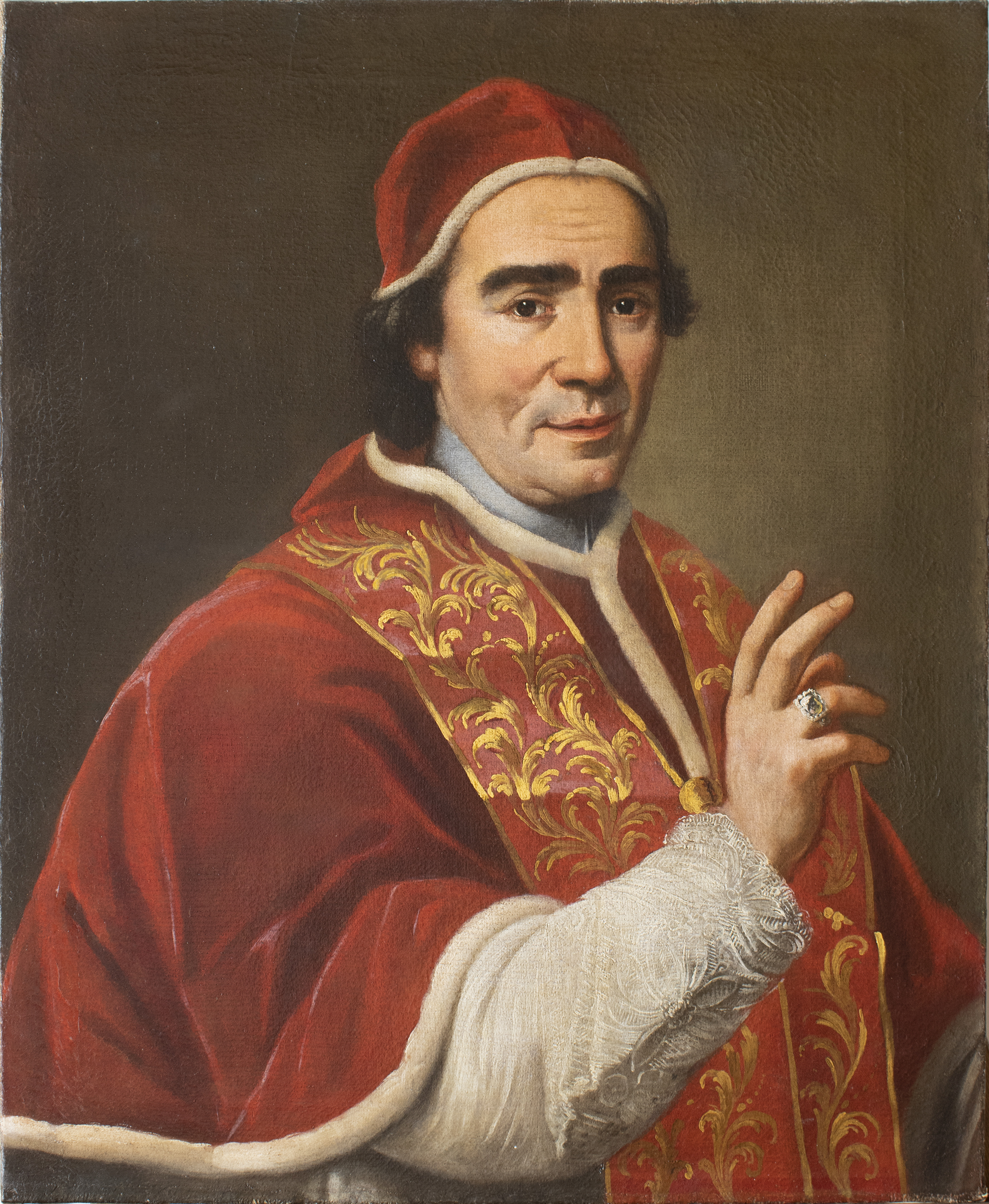
Papa Clemente XIV

Questa voce raccoglie l'elenco completo dei concistori per la creazione di nuovi cardinali presieduti da papa Clemente XIV, con l'indicazione di tutti i cardinali creati (17 nuovi cardinali in 12 concistori): tra questi, il futuro papa Pio VI. I nomi sono posti in ordine di creazione.

## 18 dicembre 1769 (I)
Un cardinale riservato "in pectore" e pubblicato postumo:
- Paulo António de Carvalho e Mendonça, già inquisitore generale del Portogallo; creato cardinale; morì il 17 gennaio 1770, dodici giorni prima della sua pubblicazione (29 gennaio).

## 29 gennaio 1770 (II)
Oltre alla pubblicazione postuma del cardinale Paulo António de Carvalho e Mendonça, fu riservato "in pectore" un altro cardinale:
- Mario Compagnoni Marefoschi, segretario della S.C. de Propaganda Fide; creato cardinale presbitero di Sant'Agostino (pubblicato il 10 settembre; titolo ricevuto il 12 dicembre); deceduto il 23 dicembre 1780.

## 6 agosto 1770 (III)
- João Cosme da Cunha, C.R.S.A., arcivescovo di Évora; creato cardinale presbitero; deceduto il 31 gennaio 1783, senza essersi mai recato a Roma per ricevere il titolo.

## 10 settembre 1770 (IV)
Oltre alla pubblicazione del cardinale Mario Compagnoni Marefoschi, furono creati:
- Scipione Borghese, arcivescovo titolare di Teodosia, Maestro di camera della Corte Pontificia; creato cardinale presbitero di Santa Maria sopra Minerva; deceduto il 26 dicembre 1782;
- Giovanni Battista Rezzonico, nipote di papa Clemente XIII, prefetto del Sacro Palazzo Apostolico; creato cardinale diacono di San Nicola in Carcere; deceduto il 21 luglio 1783.

## 12 dicembre 1770 (V)
Due cardinali riservati "in pectore":
- Antonio Casali, poi prefetto della S.C. del Buon Governo; cardinale diacono di San Giorgio in Velabro; pubblicato il 15 marzo 1773; titolo ricevuto il 19 aprile 1773; deceduto il 14 gennaio 1787;
- Pasquale Acquaviva d'Aragona, delegato apostolico di Urbino; cardinale diacono di Santa Maria in Aquiro;  pubblicato il 15 marzo 1773; titolo ricevuto il 3 aprile 1775; deceduto il 29 febbraio 1788.

## 17 giugno 1771 (VI)
Due cardinali riservati "in pectore":
- Antonio Eugenio Visconti, arcivescovo titolare di Efeso, nunzio apostolico in Austria; creato cardinale presbitero di Santa Croce in Gerusalemme (pubblicato il 19 aprile 1773; titolo ricevuto il 3 aprile 1775); deceduto il 4 marzo 1788;
- Bernardino Giraud, arcivescovo titolare di Damasco, nunzio apostolico in Francia; creato cardinale presbitero della Santissima Trinità al Monte Pincio (pubblicato il 19 aprile 1773; titolo ricevuto il 20 dicembre 1773); deceduto il 5 maggio 1782.

## 23 settembre 1771 (VII)
Un cardinale riservato "in pectore":
- Innocenzo Conti, arcivescovo titolare di Tiro, nunzio apostolico in Portogallo; creato cardinale presbitero di San Silvestro in Capite (pubblicato il 19 aprile 1773; titolo ricevuto il 3 aprile 1775); deceduto il 15 novembre 1785.

## 16 dicembre 1771 (VIII)
- Charles-Antoine de la Roche-Aymon, arcivescovo di Reims; creato cardinale presbitero; deceduto il 27 ottobre 1777, senza essersi mai recato a Roma per ricevere il titolo.

## 14 dicembre 1772 (IX)
- Leopold Ernst von Firmian, vescovo di Passavia; creato cardinale presbitero di San Pietro in Montorio (titolo ricevuto il 19 aprile 1782); deceduto il 13 marzo 1783.

## 15 marzo 1773 (X)
In questo concistoro, oltre alla pubblicazione dei cardinali Antonio Casali e Pasquale Acquaviva d'Aragona, fu creato:
- Gennaro Antonio de Simone, chierico della Camera Apostolica; creato cardinale presbitero di San Bernardo alle Terme (titolo ricevuto il 19 aprile 1773); deceduto il 16 dicembre 1780.

## 19 aprile 1773 (XI)
Oltre alla pubblicazione dei cardinali Antonio Eugenio Visconti, Bernardino Giraud e Innocenzo Conti, furono creati:
- Francesco Carafa della Spina di Traetto, arcivescovo titolare di Patrasso, segretario della S.C. dei Vescovi e dei Regolari; cardinale presbitero di San Clemente; deceduto il 20 settembre 1818;
- Francesco Saverio de Zelada, arcivescovo titolare di Petra, consultore della S.C. del Sant'Uffizio; creato cardinale presbitero dei Santi Silvestro e Martino ai Monti; deceduto il 19 dicembre 1801.

## 26 aprile 1773 (XII)
- Giovanni Angelico Braschi, tesoriere generale della Camera Apostolica; creato cardinale presbitero di Sant'Onofrio; poi eletto papa Pio VI il 15 febbraio 1775; deceduto il 29 agosto 1799;
- Francesco d'Elci, uditore generale della Camera Apostolica; creato cardinale diacono di Sant'Angelo in Pescheria; deceduto il 4 aprile 1787.

In questo concistoro furono riservati ben undici cardinali "in pectore", che però non vennero mai pubblicati.

## Fonti
- (EN)  Catholic-hierarchy